# Jász-Nagykun-Szolnok vármegyei 2. sz. országgyűlési egyéni választókerület
A Jász-Nagykun-Szolnok vármegyei 2. számú országgyűlési egyéni választókerület egyike annak a 106 választókerületnek, amelyre a 2011. évi CCIII. törvény Magyarország területét felosztja, és amelyben a választópolgárok egy-egy országgyűlési képviselőt választhatnak. A választókerület nevének szabványos rövidítése: Jász-Nagykun-Szolnok 02. OEVK. Székhelye: Jászberény

## Területe
A választókerület az alábbi településeket foglalja magába:
1. Alattyán
2. Jánoshida
3. Jászágó
4. Jászalsószentgyörgy
5. Jászapáti
6. Jászárokszállás
7. Jászberény
8. Jászboldogháza
9. Jászdózsa
10. Jászfelsőszentgyörgy
11. Jászfényszaru
12. Jászivány
13. Jászjákóhalma
14. Jászkisér
15. Jászladány
16. Jászszentandrás
17. Jásztelek
18. Pusztamonostor
19. Tiszasüly
20. Újszász

## Országgyűlési képviselője
| Név        | Párt                                         | Párt        | Terminus | Megjegyzés                                   |
| ---------- | -------------------------------------------- | ----------- | -------- | -------------------------------------------- |
| Pócs János |                                              | Fidesz-KDNP | 2014 –   | A 2014-es országgyűlési választás eredménye: |
| Pócs János | A 2018-as országgyűlési választás eredménye: | Fidesz-KDNP | 2014 –   |                                              |
| Pócs János | A 2022-es országgyűlési választás eredménye: | Fidesz-KDNP | 2014 –   |                                              |

## Demográfiai profilja
| Iskolai végzettség                | Iskolai végzettség               | Iskolai végzettség | Iskolai végzettség | Iskolai végzettség |
| --------------------------------- | -------------------------------- | ------------------ | ------------------ | ------------------ |
|                                   |                                  |                    |                    | fő                 |
| Általános iskolát nem végezte el  | Általános iskolát nem végezte el |                    | 2218               | 2218               |
| Általános iskola                  | Általános iskola                 |                    | 17895              | 17895              |
| Szakmunkás                        | Szakmunkás                       |                    | 18922              | 18922              |
| Érettségi                         | Érettségi                        |                    | 22162              | 22162              |
| Diploma                           | Diploma                          |                    | 10210              | 10210              |
| A 2022. évi népszámlálás szerint. |                                  |                    |                    |                    |

A Jász-Nagykun-Szolnok vármegyei 2. sz. választókerület lakónépessége 2022. október 1-jén 88 049 fő volt. A 2011-es és a 2022-es népszámlálás között 4150 fővel csökkent a választókerület lakosság száma. A választókerületben a korösszetétel alapján a legtöbben a középkorúak élnek 30 720 fővel, míg a legkevesebben a gyermekek 16 642 fővel. A választókerület lakosságának a 80,7%-nál van internet elérési lehetőség.
A legmagasabb befejezett iskolai végzettség szerint az érettségi végzettséggel rendelkezők élnek a legtöbben 22 162 fő, utánuk a következő nagy csoport a szakmunkások 18 922 fővel.
Gazdasági aktivitás szerint a lakosság közel fele foglalkoztatott 41 018 fő, második legjelentősebb csoport az inaktív keresők, akik főleg nyugdíjasok 22 042 fővel.
A választókerület legjelentősebb nemzetiségi csoportja a cigány 2308 fő, illetve az ukrán 438 fő. Magyar állampolgársággal nem rendelkező külföldi állampolgárok aránya 2%.
Vallási összetétel szerint a választókerületben lakók legnagyobb vallása a római katolikus (28 887 fő), valamint jelentős közösség még a reformátusok (2763 fő). A vallási közösséghez nem tartozók száma szintén jelentős (7406 fő), a választókerületben a második legnagyobb csoport a római katolikus vallás után.

## Országgyűlési választások
| Párt                             |           | Jelölt         | Szavazatok | %     | ± %   |
| -------------------------------- | --------- | -------------- | ---------- | ----- | ----- |
| Fidesz-KDNP                      |           | Pócs János     | 28 215     | 59.81 | 8.6   |
| Egységben Magyarországért        |           | Kertész Ottó   | 15 915     | 33.74 | 12.75 |
| Mi Hazánk                        |           | Dobrán Gyula   | 2115       | 4.48  | Új    |
| MEMO                             |           | Oszvald Nándor | 551        | 1.17  | Új    |
| Normális Párt                    |           | Magda György   | 265        | 0.56  | Új    |
| Munkáspárt-ISZOMM                |           | Balogh Imréné  | 111        | 0.24  | 0.1   |
| Megjelent                        | Megjelent | Megjelent      | 47 749     | 67.39 | 0.67  |
| A Fidesz-KDNP tartja a körzetet. |           |                |            |       |       |

| Párt                             |           | Jelölt           | Szavazatok | %     | ± %   |
| -------------------------------- | --------- | ---------------- | ---------- | ----- | ----- |
| Fidesz-KDNP                      |           | Pócs János       | 24 549     | 51.21 | 8.41  |
| Jobbik                           |           | Budai Lóránt     | 16 057     | 33.5  | 3.44  |
| DK                               |           | Gedei József     | 3893       | 8.12  | 12.09 |
| LMP                              |           | Eszes Béla       | 2035       | 4.25  | 1.83  |
| MKKP                             |           | Csinger Marianna | 372        | 0.78  | Új    |
| Momentum                         |           | Pálffy István    | 298        | 0.62  | Új    |
| Munkáspárt                       |           | Kalmár Dávid     | 161        | 0.34  | 0.29  |
| Együtt                           |           | Urbán Imre       | 105        | 0.22  | 19.25 |
| Egyéb pártok                     |           |                  | 465        | 0.96  | 2.6   |
| Megjelent                        | Megjelent | Megjelent        | 48 597     | 66.72 | 9.28  |
| A Fidesz-KDNP tartja a körzetet. |           |                  |            |       |       |

| Párt                                |           | Jelölt             | Szavazatok | %     | ± % |
| ----------------------------------- | --------- | ------------------ | ---------- | ----- | --- |
| Fidesz-KDNP                         |           | Pócs János         | 18 200     | 42.8  |     |
| Jobbik                              |           | Budai Lóránt       | 12 783     | 30.06 |     |
| Összefogás                          |           | Szekeres Imre      | 8594       | 20.21 |     |
| LMP                                 |           | Ménkű Ottó         | 1027       | 2.42  |     |
| Munkáspárt                          |           | Turi Kristóf Tamás | 269        | 0.63  |     |
| Szociáldemokraták                   |           | Kökény Kálmán      | 131        | 0.31  |     |
| Egyéb pártok                        |           |                    | 1515       | 3.56  |     |
| Megjelent                           | Megjelent | Megjelent          | 43 039     | 57.44 |     |
| A Fidesz-KDNP nyeri meg a körzetet. |           |                    |            |       |     |

## Ellenzéki előválasztás – 2021
| Frakció                            | Frakció         | Jelölő szervezetek                     | Jelölt          | Szavazatok | %     |
| ---------------------------------- | --------------- | -------------------------------------- | --------------- | ---------- | ----- |
| MSZP                               |                 | MSZP, Párbeszéd, Momentum, LMP, Jobbik | Kertész Ottó    | 1627       | 58.78 |
| DK                                 |                 | DK, Momentum, Liberálisok              | Gedei József    | 1141       | 41.22 |
| Összes szavazat                    | Összes szavazat | Összes szavazat                        | Összes szavazat | 2768       |       |
| Kertész Ottó nyeri meg a körzetet. |                 |                                        |                 |            |       |